# Tour de France 2017
Tour de France 2017 var den 104:e upplagan av cykeltävlingen Tour de France. Tävlingen startade den 1 juli i Düsseldorf, och avslutades den 23 juli i Paris, med en total sträcka på 3 540 km över 21 etapper.

## Etapper
| Etapp | Datum   | Start                    | Mål                       | Distans  | Typ     | Typ                           | Vinnare                    |
| ----- | ------- | ------------------------ | ------------------------- | -------- | ------- | ----------------------------- | -------------------------- |
| 1     | 1 juli  | Düsseldorf               | Düsseldorf                | 14 km    |         | Tempoetapp                    | Geraint Thomas (GBR)       |
| 2     | 2 juli  | Düsseldorf               | Liège                     | 203,5 km |         | Flack etapp                   | Marcel Kittel (GER)        |
| 3     | 3 juli  | Verviers                 | Longwy                    | 212,5 km |         | Kuperat                       | Peter Sagan (SVK)          |
| 4     | 4 juli  | Mondorf-les-Bains        | Vittel                    | 207,5 km |         | Flack etapp                   | Arnaud Démare (FRA)        |
| 5     | 5 juli  | Vittel                   | Planche des Belles Filles | 160,5 km |         | Kuperat med några bergstoppar | Fabio Aru (ITA)            |
| 6     | 6 juli  | Vesoul                   | Troyes                    | 216 km   |         | Flack etapp                   | Marcel Kittel (GER)        |
| 7     | 7 juli  | Troyes                   | Nuits-Saint-Georges       | 213,5 km |         | Flack etapp                   | Marcel Kittel (GER)        |
| 8     | 8 juli  | Dole                     | Les Rousses               | 187,5 km |         | Kuperat med några bergstoppar | Lilian Calmejane (FRA)     |
| 9     | 9 juli  | Nantua                   | Chambéry                  | 181,5 km |         | Bergsetapp                    | Rigoberto Urán (COL)       |
|       | 10 juli | Vilodag                  | Vilodag                   | Vilodag  | Vilodag | Vilodag                       | Vilodag                    |
| 10    | 11 juli | Périgueux                | Bergerac                  | 178 km   |         | Flack etapp                   | Marcel Kittel (GER)        |
| 11    | 12 juli | Eymet                    | Pau                       | 203,5 km |         | Flack etapp                   | Marcel Kittel (GER)        |
| 12    | 13 juli | Pau                      | Peyragudes                | 214,5 km |         | Bergsetapp                    | Romain Bardet (FRA)        |
| 13    | 14 juli | Saint-Girons             | Foix                      | 101 km   |         | Bergsetapp                    | Warren Barguil (FRA)       |
| 14    | 15 juli | Blagnac                  | Rodez                     | 181,5 km |         | Kuperat                       | Michael Matthews (AUS)     |
| 15    | 16 juli | Laissac-Sévérac-l'Église | Le Puy-en-Velay           | 189,5 km |         | Kuperat med några bergstoppar | Bauke Mollema (NED)        |
|       | 17 juli | Vilodag                  | Vilodag                   | Vilodag  | Vilodag | Vilodag                       | Vilodag                    |
| 16    | 18 juli | Le Puy-en-Velay          | Romans-sur-Isère          | 165 km   |         | Flack etapp                   | Michael Matthews (AUS)     |
| 17    | 19 juli | La Mure                  | Serre Chevalier           | 183 km   |         | Bergsetapp                    | Primož Roglič (SLO)        |
| 18    | 20 juli | Briançon                 | Col d'Izoard              | 179,5 km |         | Bergsetapp                    | Warren Barguil (FRA)       |
| 19    | 21 juli | Embrun                   | Salon-de-Provence         | 222,5 km |         | Kuperad                       | Edvald Boasson Hagen (NOR) |
| 20    | 22 juli | Marseille                | Marseille                 | 22,5 km  |         | Tempoetapp                    | Maciej Bodnar (POL)        |
| 21    | 23 juli | Montgeron                | Paris                     | 103 km   |         | Flack etapp                   | Dylan Groenewegen (NED)    |

Under den finala sprinten som avslutade den fjärde etappen hindrade världsmästare Peter Sagan den brittiska cyklisten Mark Cavendish med en utsträckt armbåge vad som medförde att Cavendish och några andra tävlande störtade. Sagan diskvalificerades efter etappen för incidenten.